# アドルフ・エアハルト
アドルフ・エアハルト（Karl Ludwig Adolf Ehrhardt、1813年11月21日 - 1899年11月19日）は、ドイツの画家である。ドレスデンの美術アカデミーの教授を務めた。

## 略歴
ベルリンで生まれた。ベルリンの美術アカデミーで短期間学んだ後、19歳になった1832年に、デュッセルドルフ美術アカデミーに移り、フリードリッヒ・ヴィルヘルム・フォン・シャドーの指導を受けて、画家としての活動を始めた。
1838年にドレスデンに移り、デュッセルドルフで知り合って友人となっていた宗教画、歴史画を得意とする画家のエドゥアルド・ベンデマン(1811-1889)の助手として働いた。ベンデマンの義理の兄弟で、ドレスデンの美術アカデミーの教授になるユリウス・ヒューブナー(1806-1882)とも親しくなった。ベンデマンとともにドレスデンのレジデンツ宮殿(Residenzschloss)の装飾画を制作し、王座の間や舞踏会場の壁画を描いた。ドレスデンで多くの教会の装飾画を描き、ステンドグラスの下絵も描いた。
1846年にドレスデン美術アカデミーの教授に任じられた。スイス人画家、ピエール＝ルイ・ブーヴィエ(Pierre-Louis Bouvier: 1765-1836)が1827年にフランス語で出版した油絵の手引書を改訂し、ドイツ語版の手引書を1885年に出版した。
デュッセルドルフ出身のMathilde Brockhoffと結婚し、妻の姉妹は同じドレスデン美術アカデミーの教授で歴史画家のヘルマン・プリューデマン(Hermann Plüddemann: 1809-1868)と結婚している。
ニーダーザクセン州のヴォルフェンビュッテル(Wolfenbüttel)で没した。

## 作品

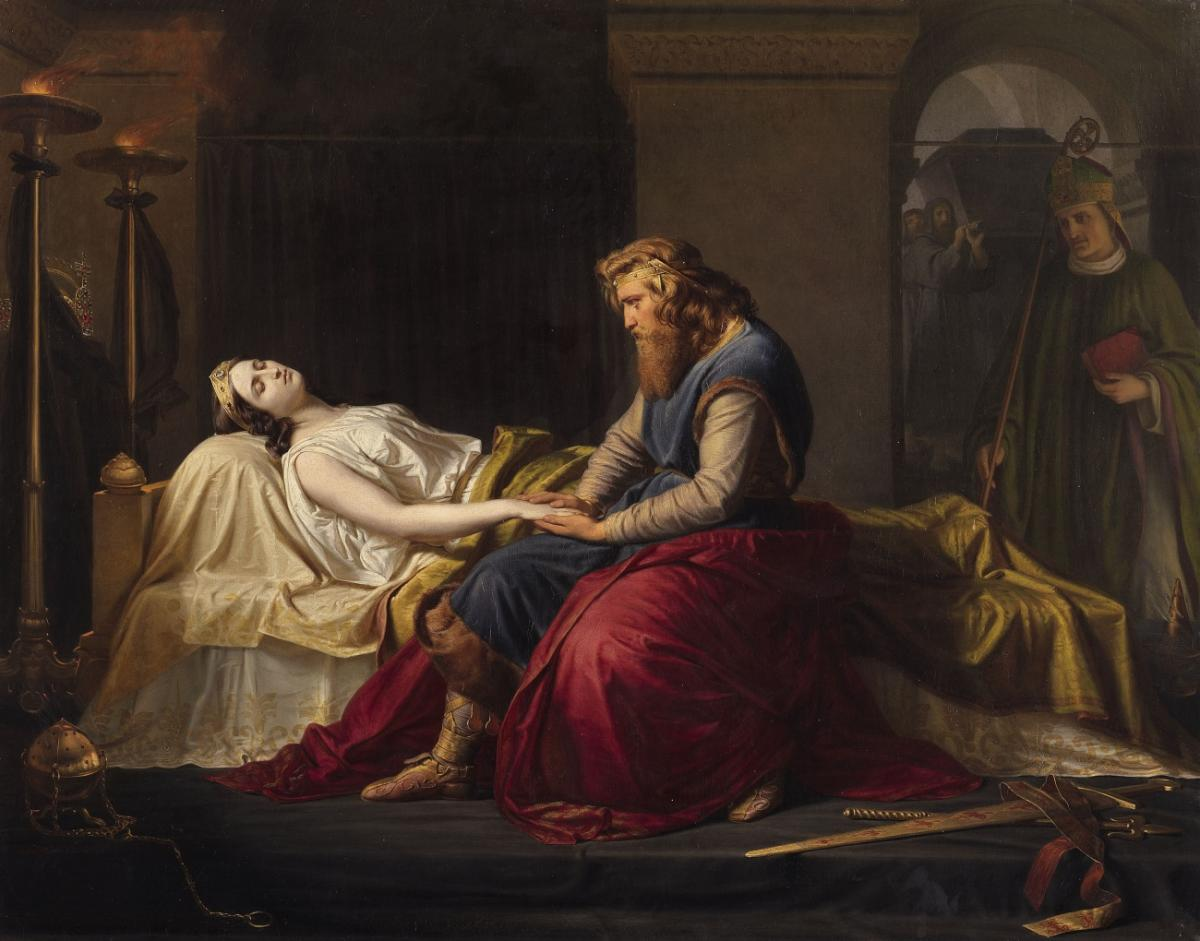
ファストラダの臨終の場のカール大帝(1857)、個人蔵
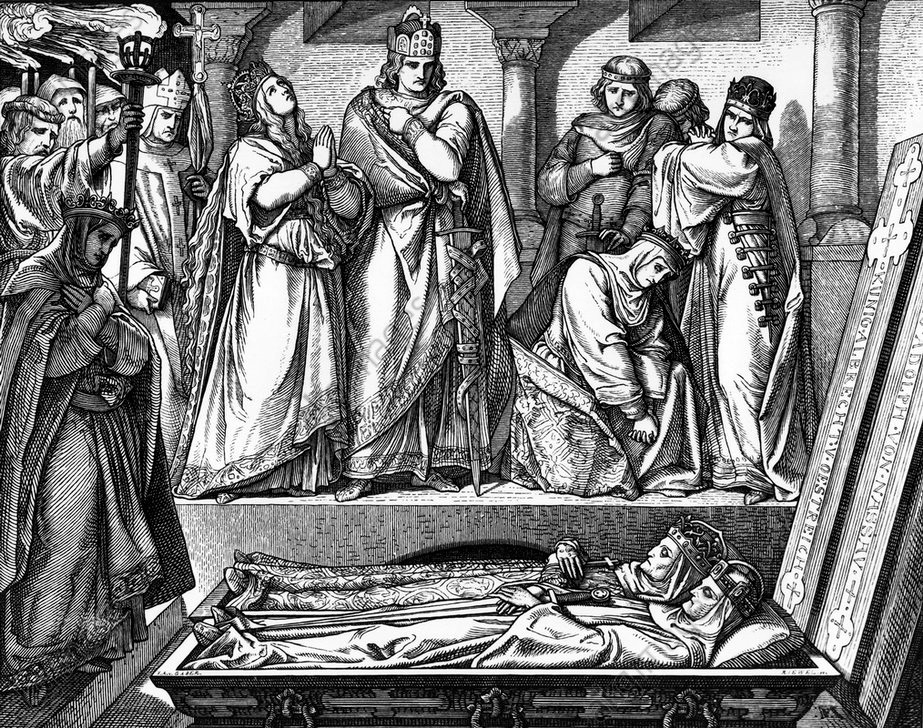
エアハルトの原画による版画、神聖ローマ皇帝アルブレヒト1世の葬儀
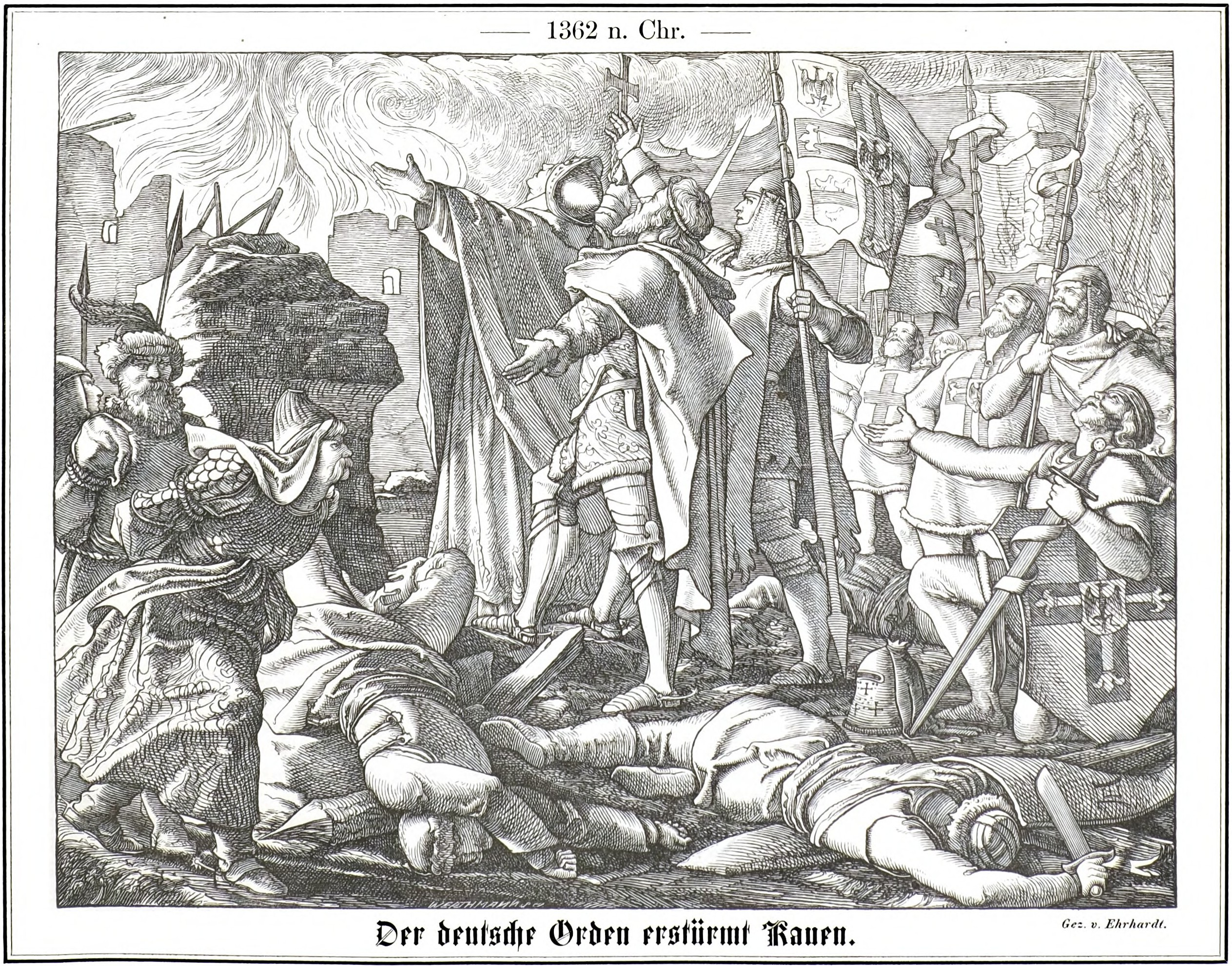
書籍挿絵、リトアニア大公国に対するカウナスの戦い
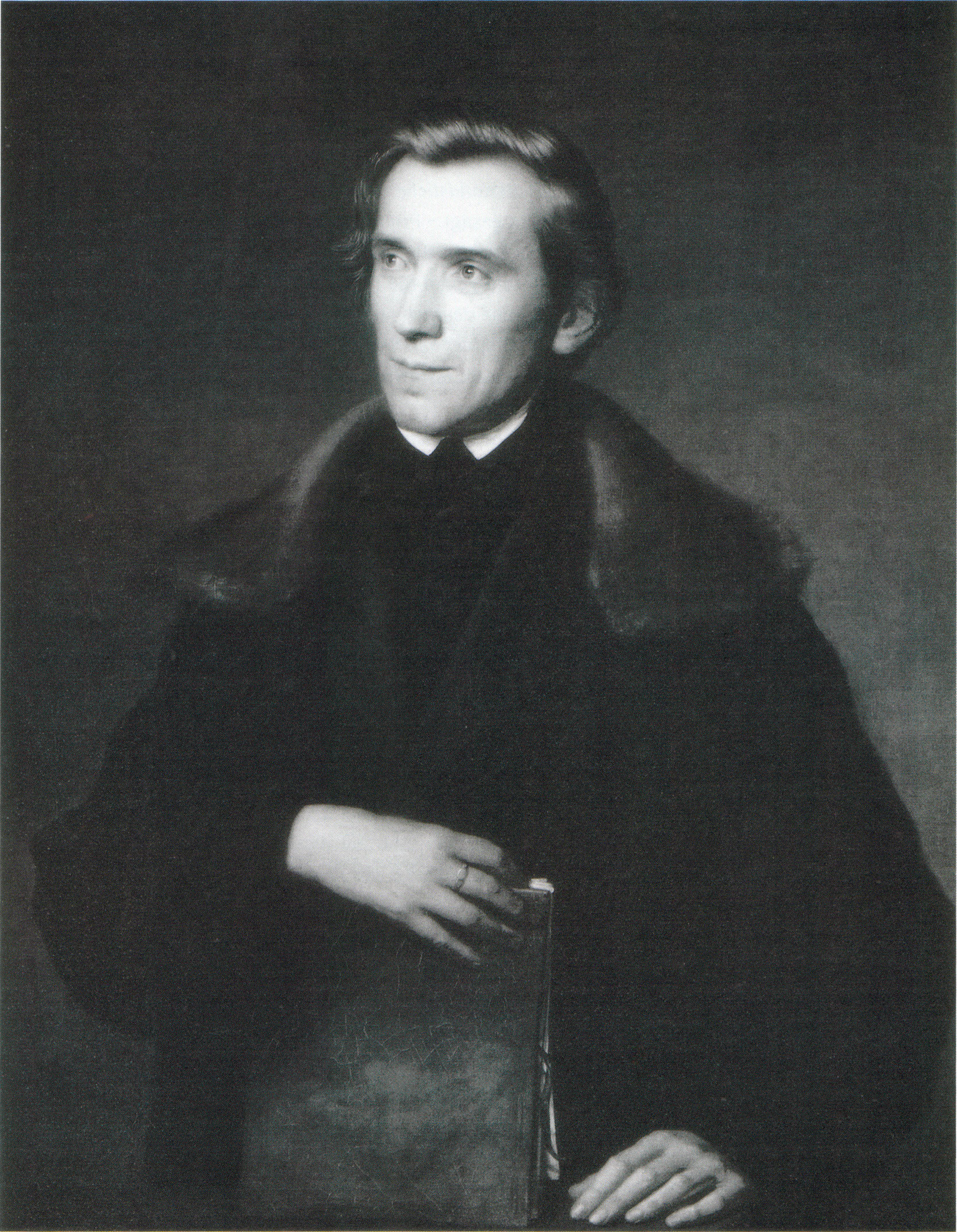
ルートヴィヒ・リヒターの肖像画